# Salut vulcain
 (novembre 2014).
Si vous disposez d'ouvrages ou d'articles de référence ou si vous connaissez des sites web de qualité traitant du thème abordé ici, merci de compléter l'article en donnant les références utiles à sa vérifiabilité et en les liant à la section « Notes et références ».

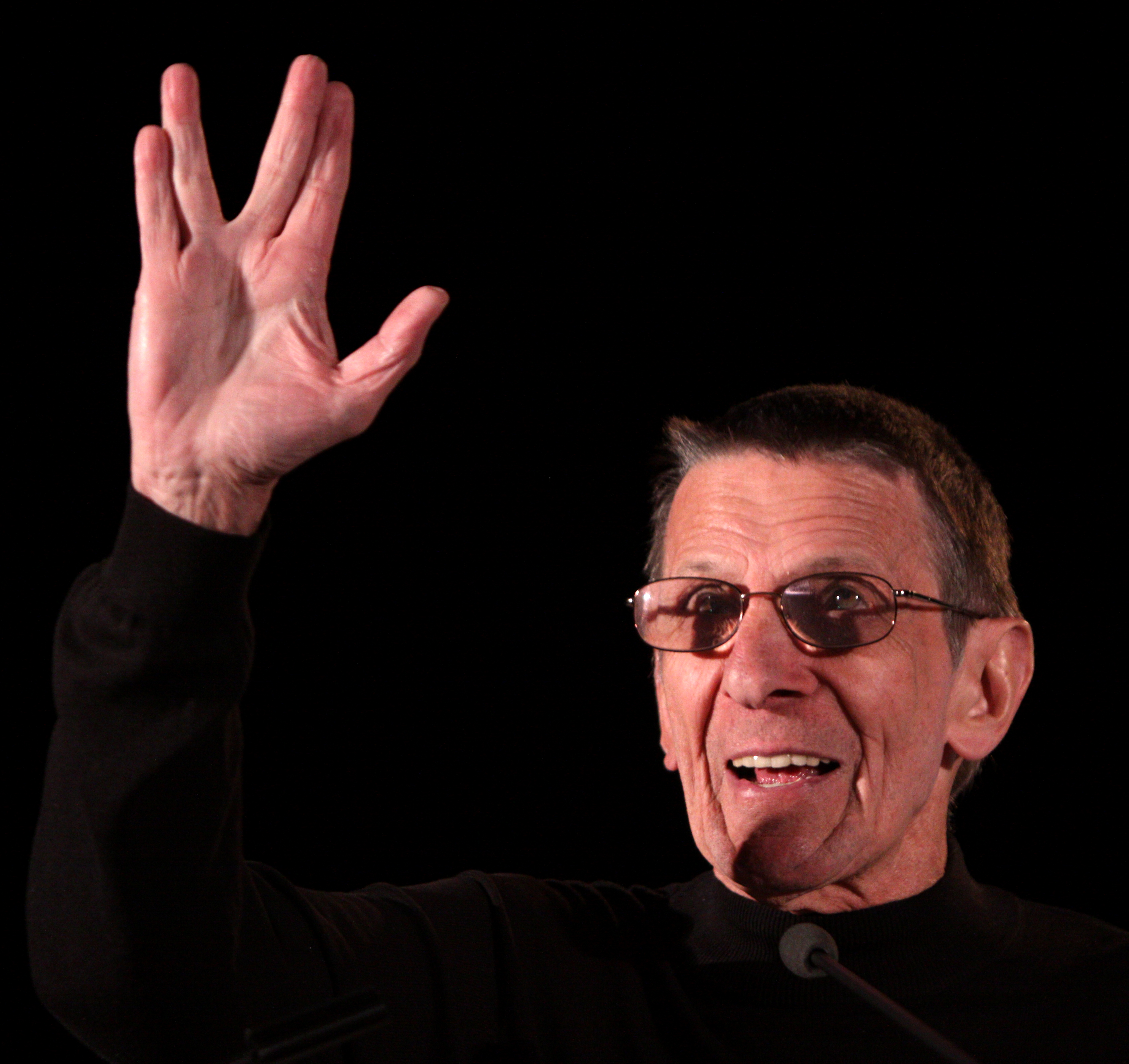
L'acteur Leonard Nimoy en 2011 réalisant un salut vulcain.

Le salut vulcain (en anglais : Vulcan salute) est, dans l'univers de Star Trek, un geste de la main consistant en une main levée, paume en avant avec les doigts écartés entre le majeur et l'annulaire en forme de « V » et avec le pouce étendu.
Souvent, la phrase « Longue vie et prospérité » (LVEP) (en anglais : Live long and prosper, LLAP) est dite après avoir fait ce signe. En vulcain, elle se dit : « Dif tor heh smusma ».
En réponse, il est d'usage d'utiliser "Paix et longue vie". (TOS: "Is There in Truth No Beauty?", "The Savage Curtain").
Le salut vulcain a été conçu et popularisé par l'acteur Leonard Nimoy, qui a interprété le personnage demi-vulcain de Monsieur Spock dans la série télévisée Star Trek. Ce geste apparaît pour la première fois à la télévision le 15 septembre 1967 dans le premier épisode de la saison 2, « Le Mal du pays ». 

## Photographies

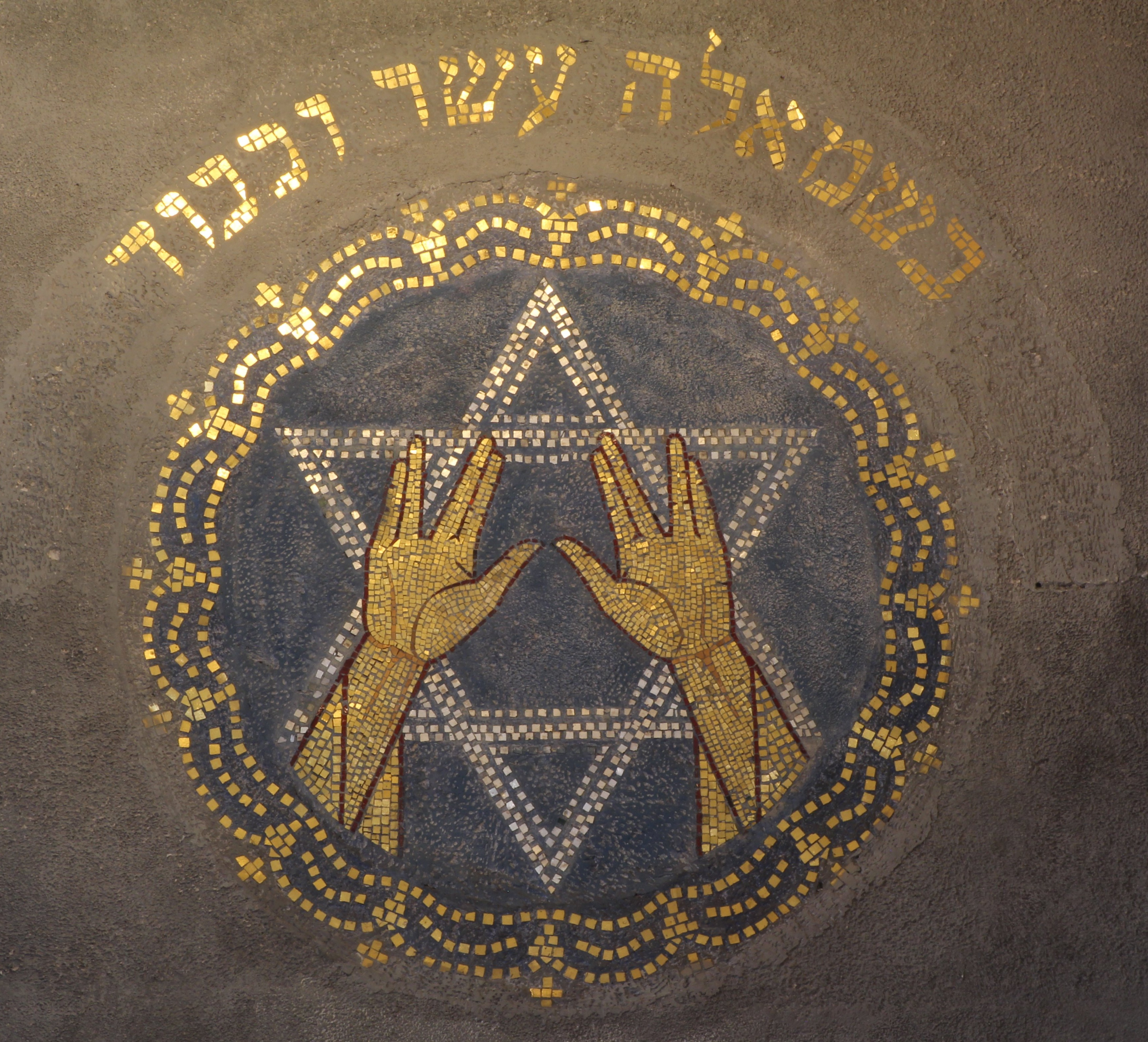
Geste à l'origine du salut vulcain[2],[3].
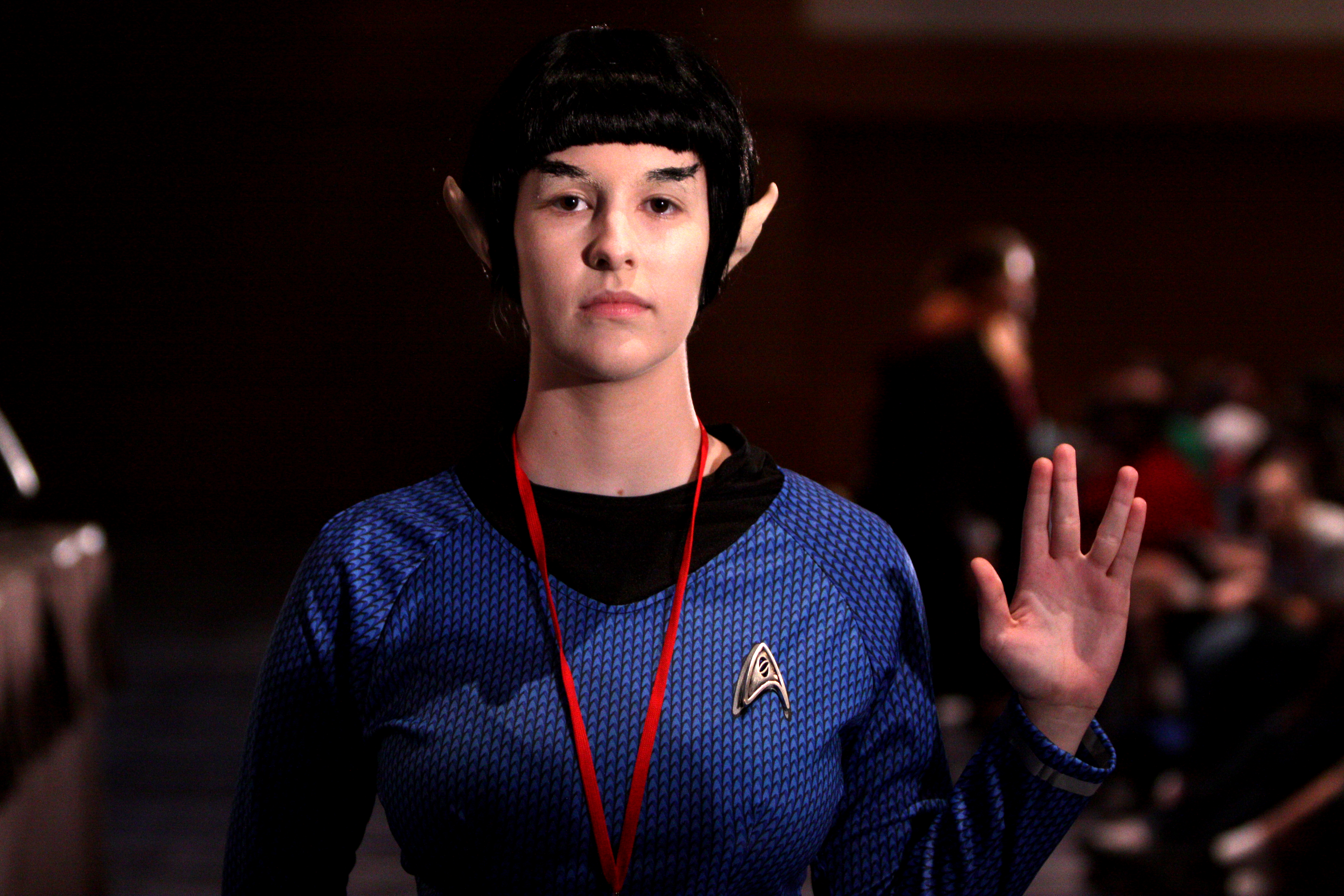
Une cosplayeuse faisant le salut vulcain.
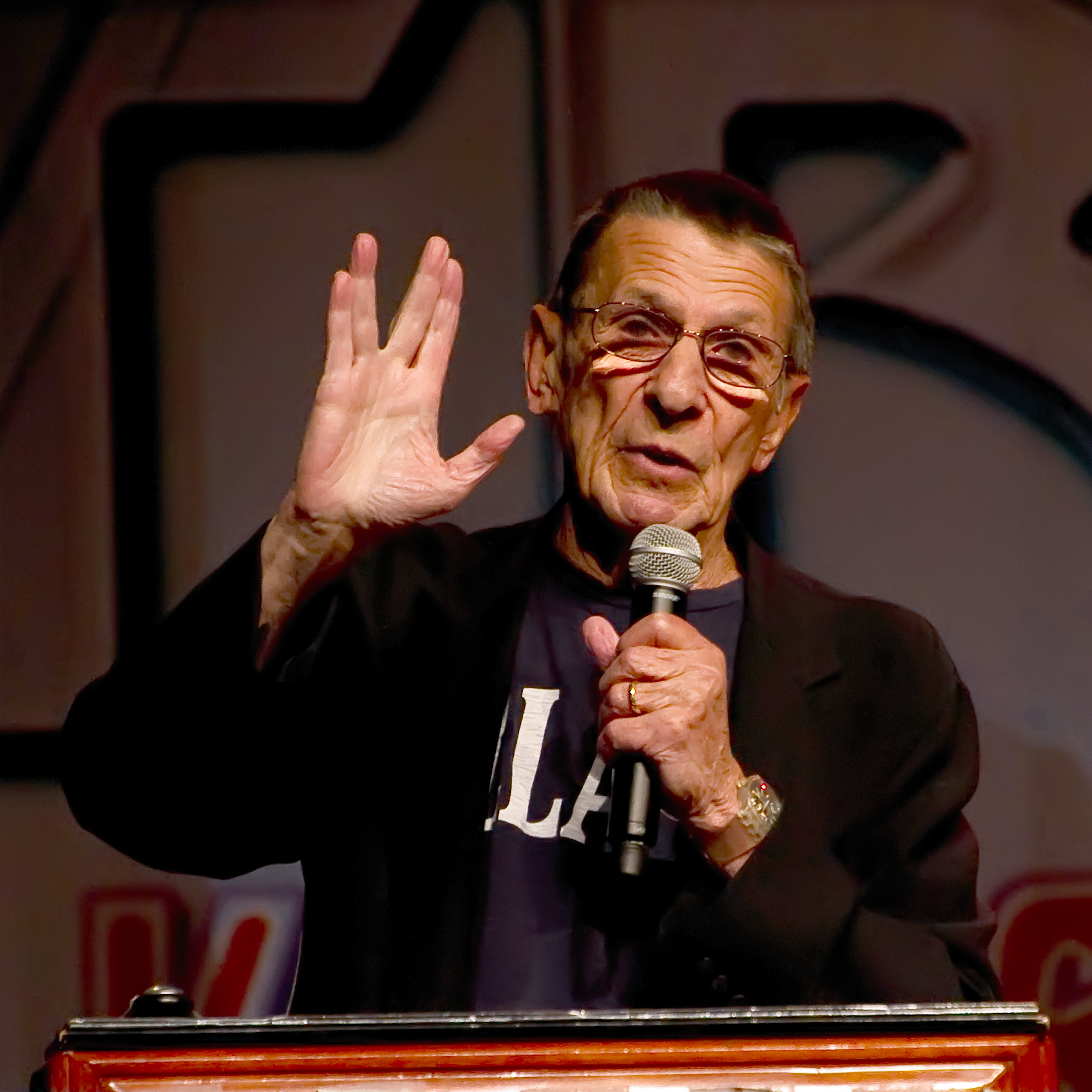
Leonard Nimoy en 2011, faisant un salut vulcain.
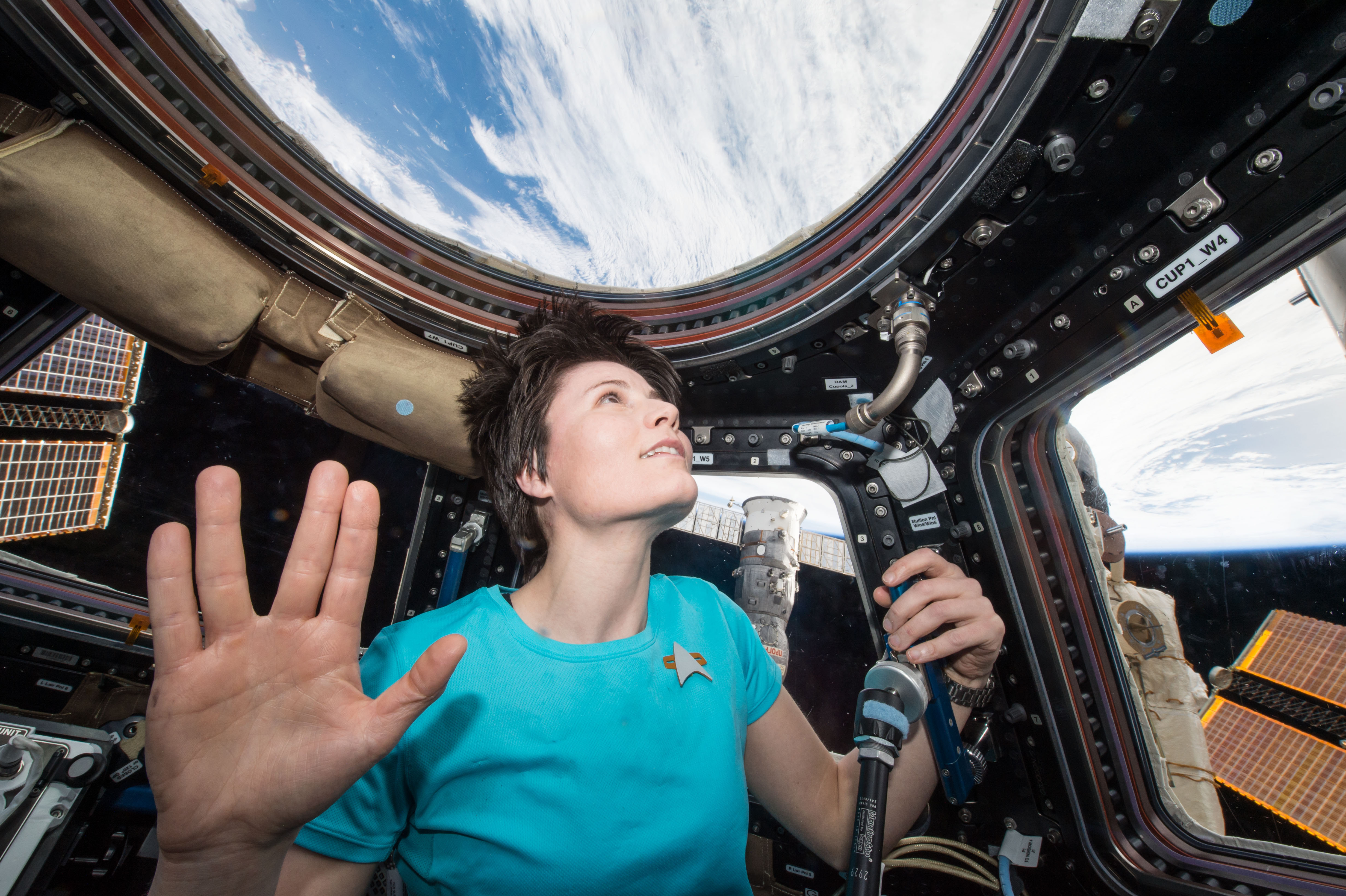
L'astronaute Samantha Cristoforetti de l'Agence spatiale européenne faisant un salut vulcain à bord de l'ISS le 28 février 2015, un jour après la mort de l'acteur Leonard Nimoy, en son hommage.